# Tony Dyson
Ne doit pas être confondu avec A. E. Dyson.
Anthony John Dyson (né le 13 avril 1947 à Dewsbury, Yorkshire de l'Ouest et mort le 4 mars 2016 à Gozo) est un producteur d'effets spéciaux britannique. Il est surtout connu pour avoir créé R2-D2, un droïde de l'univers de Star Wars. Il a fabriqué huit copies de ce dernier, dont six étaient télécommandés et deux prévus pour les scènes de « cascades » où R2-D2 est lancé dans les eaux de Dagobah.
Dyson a également pratiqué son art sur les plateaux de Superman 2, Moonraker et Le Dragon du lac de feu et Saturn 3.
Au cours des années 1990, il déménage à Malte. Il fonde la compagnie Turn Page Studios à San Pawl il-Baħar,.